# Religione in Russia
OrtodossiAltre confes...IslamiciAltre r...Non religiosiAltro/Non rispondeOrtodossiAltre confessioni cristianeIslamiciAltre religioniNon religiosiAltro/Non risponde

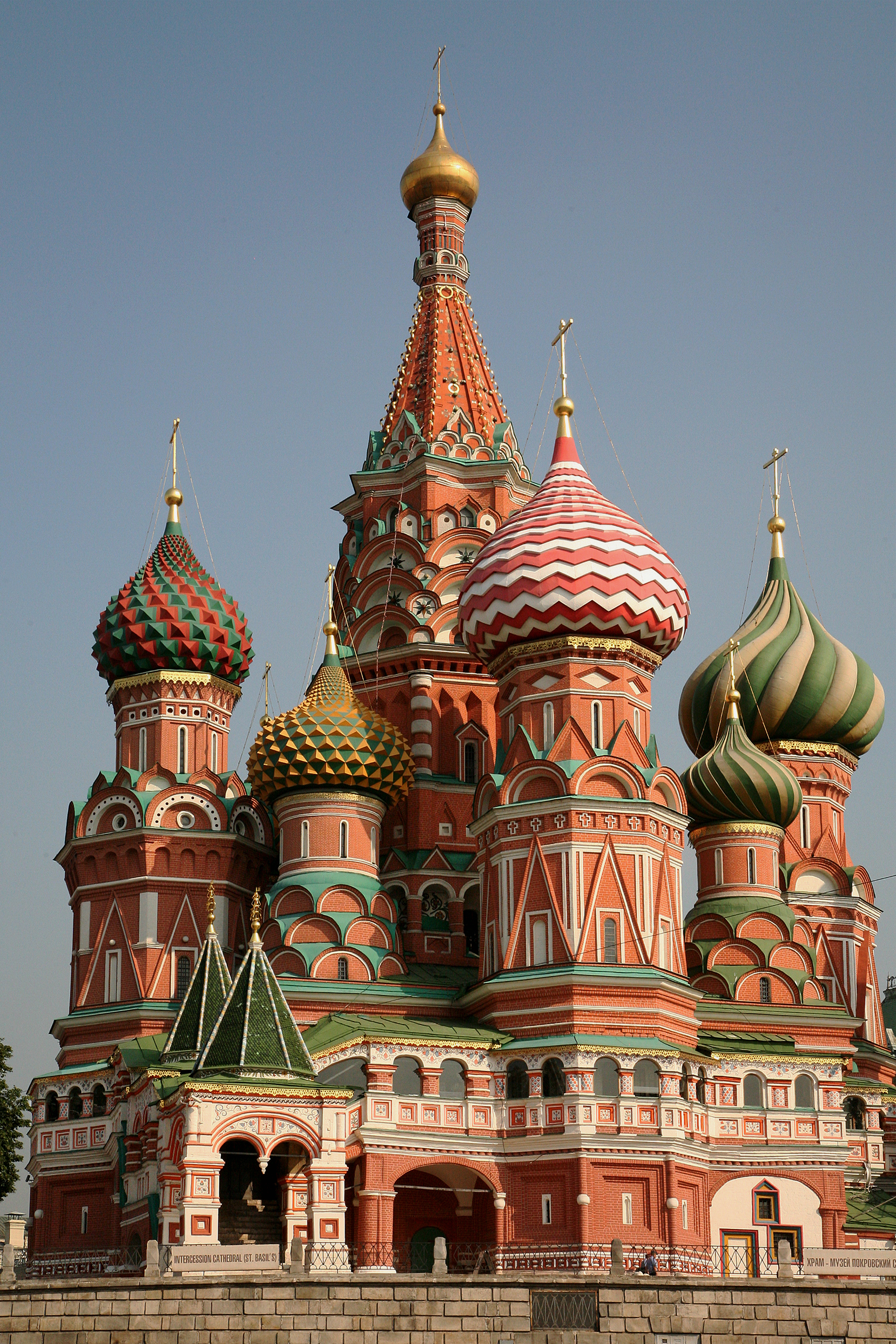
Cattedrale di San Basilio a Mosca, emblematica dell'architettura russa.

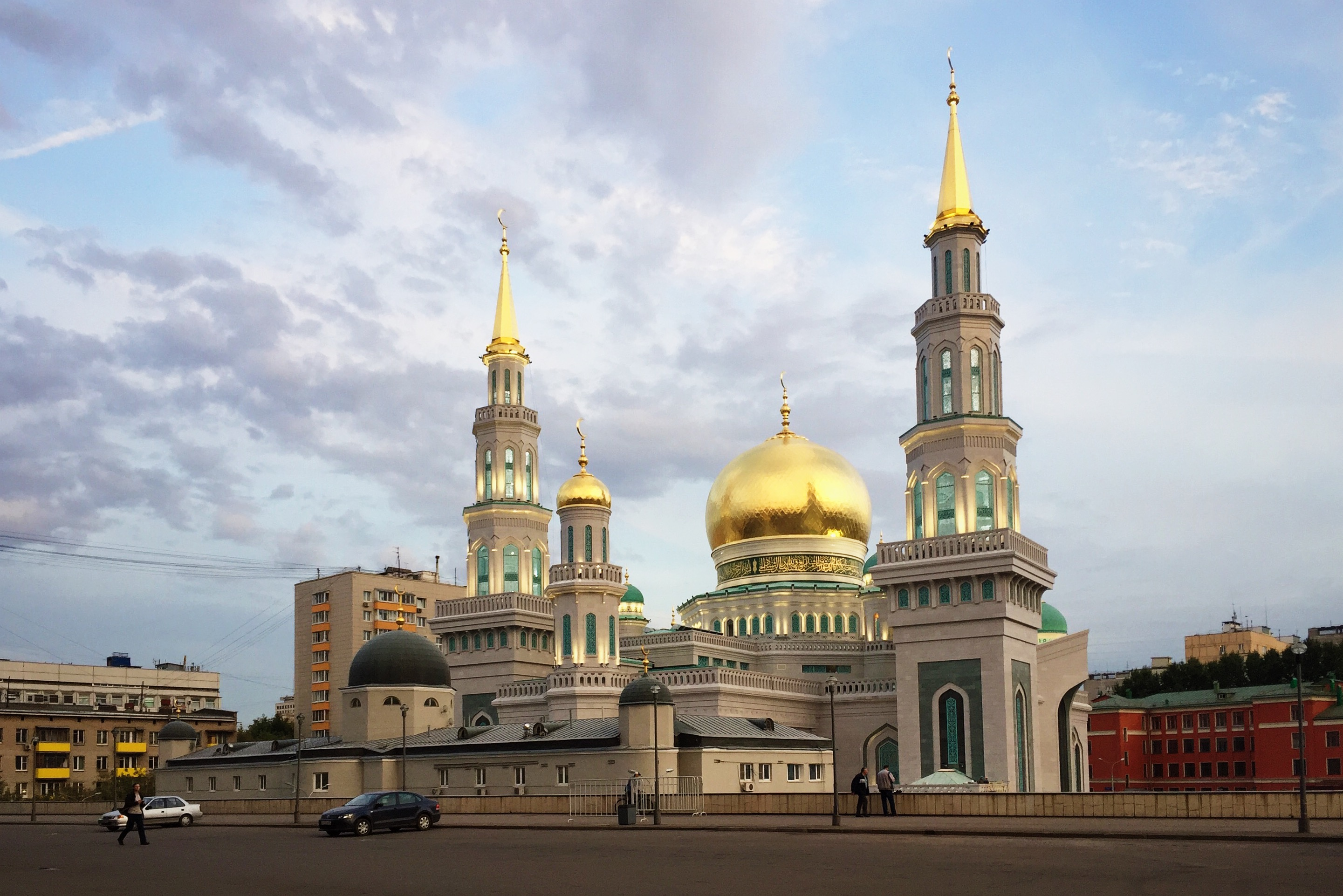
Moschea Cattedrale di Mosca.

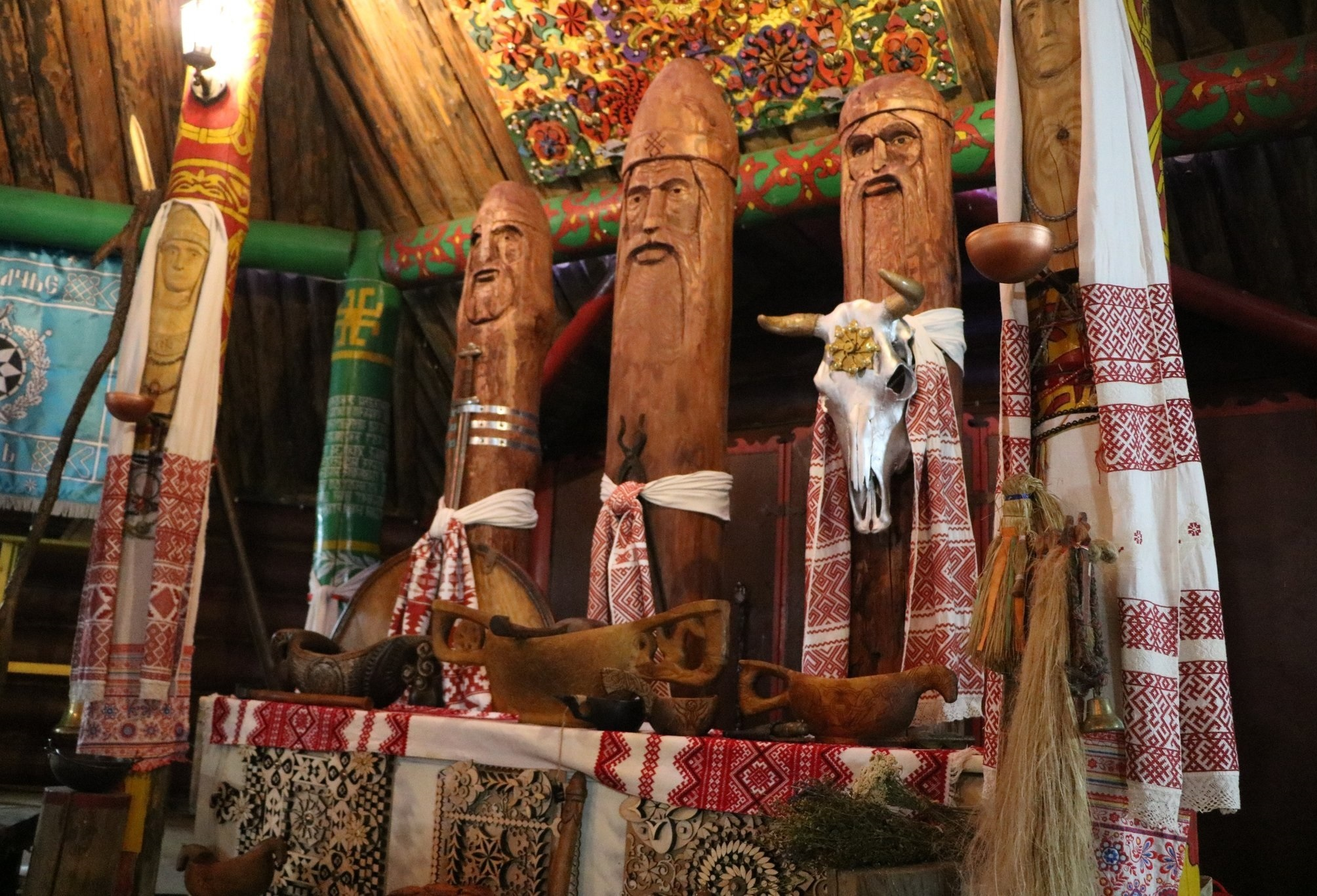
Altare del tempio rodnovaro Vitaly Sundakov a Mosca. Rod/Svarog (Dio supremo) al centro, Chernobog/Veles (con teschio) alla sua sinistra, Belobog/Perun (con spada) alla sua destra.

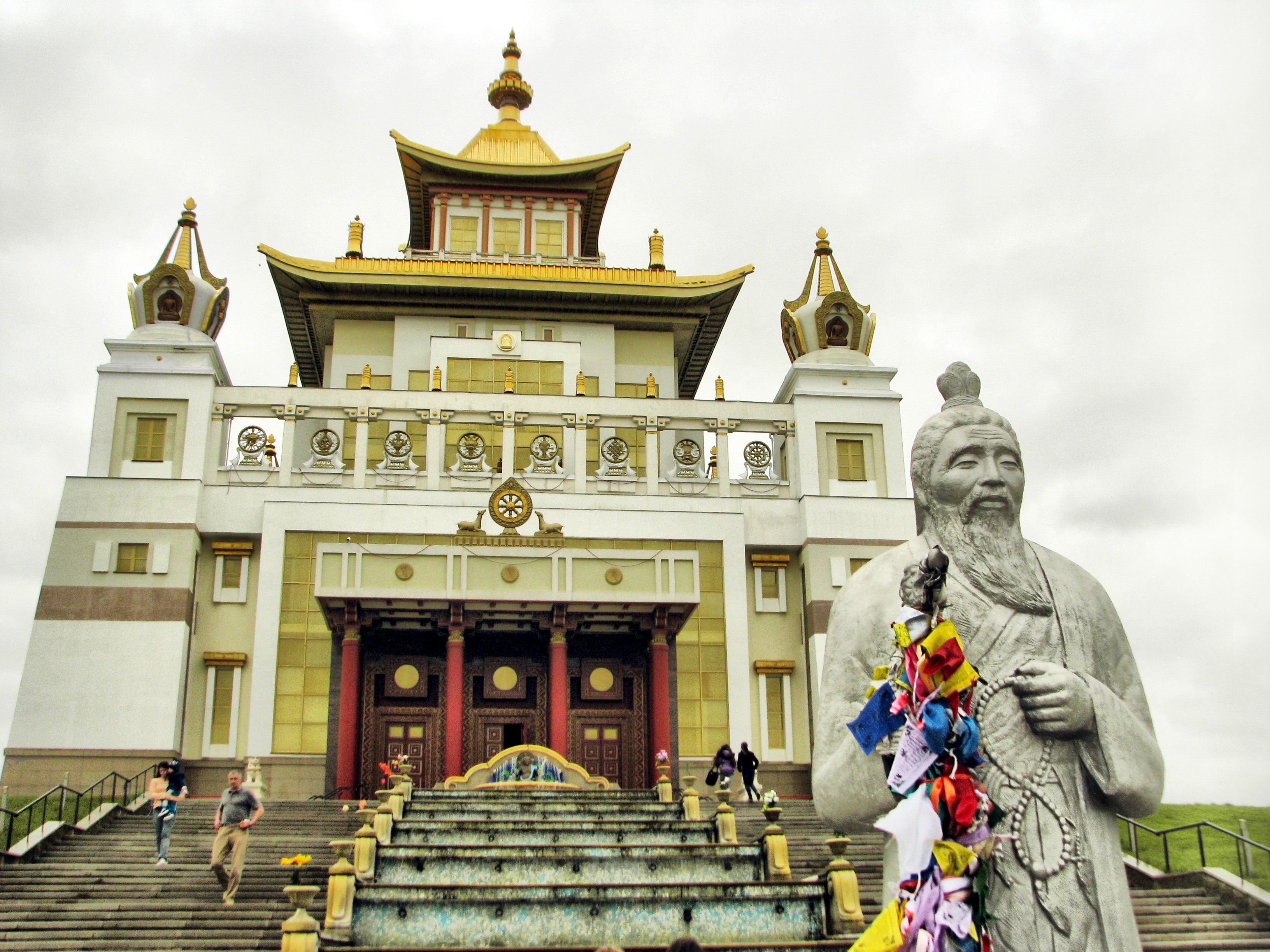
Burkhan Bakshin Altan Sume, tempio buddhista principale di Ėlista.

La religione tradizionale del popolo russo e quella più diffusa è il cristianesimo ortodosso (stimato al 42,5% al 2012), rappresentato prevalentemente dalla Chiesa ortodossa russa. La seconda religione per diffusione è l'Islam (6,5% al 2012), presente soprattutto tra i gruppi etnici turchi. La terza forma di religione più diffusa sono religioni etniche tradizionali tra cui la rodnoveria slava e il tengrismo turco-mongolo (1,2% al 2012), e la quarta è il buddhismo (0,5% al 2012) presente soprattutto tra le popolazioni di origine mongolica. Sono presenti anche minoranze di vecchi credenti ortodossi, protestanti, cattolici, e induisti. Anche in conseguenza dell'ateismo di stato del passato regime comunista sovietico sono particolarmente diffusi ateismo (13% al 2012) e agnosticismo. Una grossa fetta della popolazione (25%) ha credenze spirituali pur non riconoscendosi in alcuna religione tradizionale organizzata. Dalla dissoluzione dell'Unione Sovietica nel 1991, sotto il cui regime le religioni organizzate furono indebolite—salvo nel periodo di Stalin (anni 1940–1950) e negli ultimi decenni sotto Gorbačëv (anni 1980–1990), quando la Chiesa ortodossa venne supportata come braccio religioso dello Stato—si sono affermati in Russia vari movimenti religiosi, tra i quali è da comprendere una notevole diffusione dello sciamanesimo siberiano e della rodnoveria slava, quest'ultima rappresentata anche in fenomeni quali l'anastasianesimo dei Cedri Sonori.

## Storia

### La conversione al Cristianesimo della Russia di Kiev
La conversione al cristianesimo della Russia di Kiev fu portata a termine in diverse tappe. All'inizio dell'867, il patriarca Fozio I di Costantinopoli informò gli altri patriarchi orientali che il popolo rus'iano, presso cui aveva inviato un proprio vescovo, stava accogliendo la novella cristiana con particolare entusiasmo. I tentativi di Fozio di introdurre tale religione in quei popoli non ebbero tuttavia conseguenze durature, tanto è vero che sia la Cronaca degli anni passati sia le altre fonti slave antiche descrissero la Rus' del X secolo come decisamente orientata al paganesimo.

#### Il battesimo di Vladimir
La cristianizzazione definitiva di Kiev risale alla fine degli Anni 980 (l'anno esatto non è certo), quando Vladimir il Grande dopo essere stato battezzato a Cherson, impose alla sua famiglia e alla popolazione di Kiev il battesimo nelle acque del Dnepr.
A seguito di tale avvenimento il cristianesimo si diffuse in tutta la Rus', spesso accompagnato, come raccontano le Cronache di Ioakim da episodi di conversione forzata della popolazione, in cui, ancora per molti anni, sopravvissero gli antichi culti pagani degli Dei Perun e Veles.

### Dal Metropolitanato all'autocefalia
La Chiesa di Kiev fu originariamente un Metropolitanato del Patriarcato di Costantinopoli e il Patriarca bizantino nominava personalmente il Metropolita che avrebbe guidato la Chiesa della Rus'. Originariamente la sede di tale carica era situata a Kiev ma, dopo che la città perse il suo potere economico, politico e culturale a seguito dell'invasione mongola, il Metropolita Massimo la trasferì a Vladimir nel 1299; i suoi successori, Pietro e Teognoste il Greco, la spostarono definitivamente a Mosca nel 1326.
Da quel momento la Chiesa ortodossa russa cominciò ad espandersi e consolidarsi sia nei territori dei nuovi Principati creatisi dopo il dissolvimento della Rus' sia fuori dai loro confini, grazie alle opere dei missionari. Personaggi caratterizzanti di tale periodo storico furono Sergio di Radonež, il quale fondò di fatto il monachesimo russo moderno, e Stefano di Perm', missionario che convertì i Komi al cristianesimo.
Nel 1448, la Chiesa russa si dichiarò indipendente dal Patriarcato di Costantinopoli: l'episodio che segnò tale distacco fu l'elezione del Metropolita Iona, da parte di un Concilio di vescovi russi. Fu tuttavia solo nel 1589 che la Chiesa ortodossa russa divenne un Patriarcato.

## Statistiche

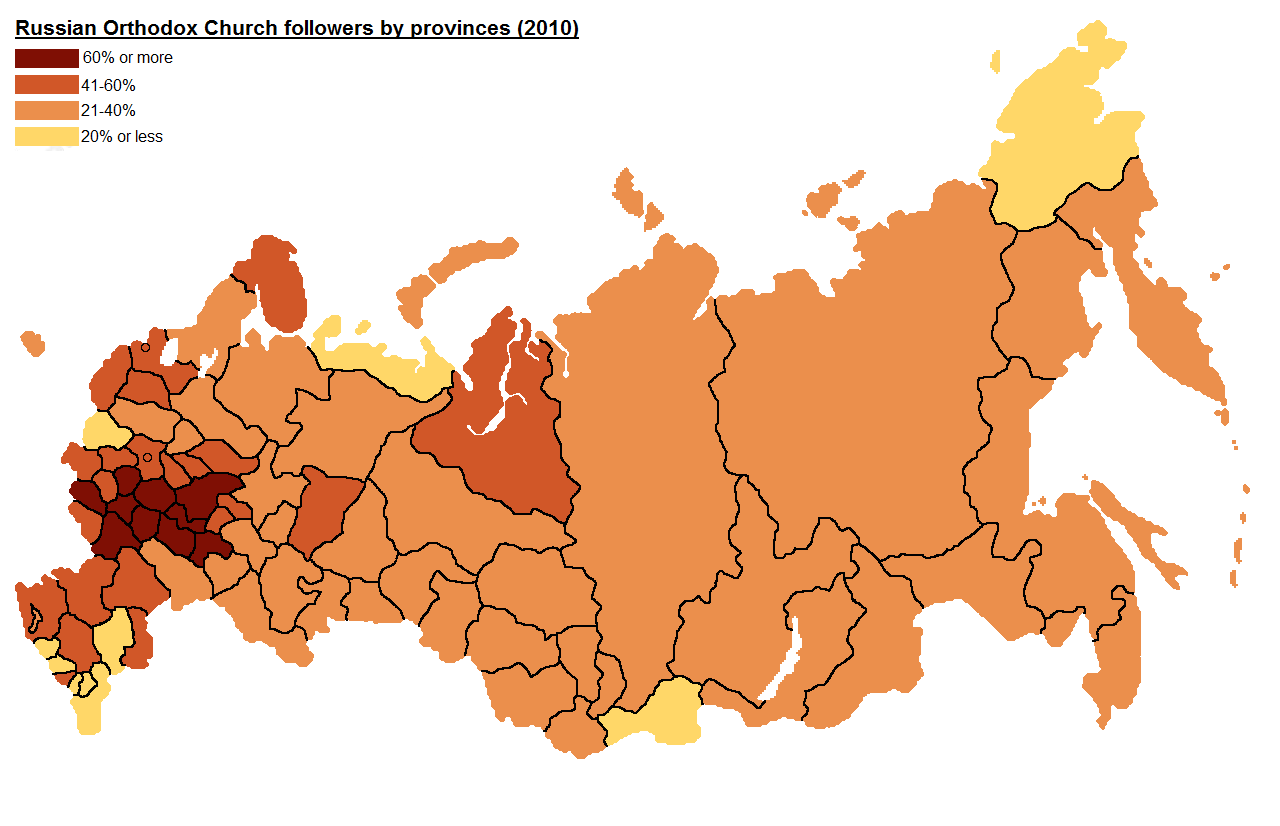
Aderenti all'ortodossia russa per regione della Russia (dati Sreda Arena 2012).

Nel 2012, l'istituto "Sreda" ha pubblicato Arena, atlante demografico delle religioni e delle nazionalità della Russia, completamento del censimento nazionale del 2010. Secondo i rilevamenti statistici di Sreda, basati su un ampio campione di 56.000 persone rappresentanti tutte le regioni del paese, le comunità religiose della Russia si suddividono come segue:
- 58,8 milioni — 41 % della popolazione totale — ortodossi parte della Chiesa ortodossa russa
- 36 milioni — 25 % — credenti in forme di spiritualità ma non identificantisi con alcuna religione
- 18 milioni — 13 % — atei
- 9,4 milioni — 9 % — musulmani (sunniti, sciiti o non affiliati a denominazioni islamiche)
- 5,9 milioni — 4,1 % — semplicemente cristiani, senza affiliazione ad alcuna corrente o chiesa cristiana
- 2,1 milioni — 1,5 % — semplicemente ortodossi, senza affiliazione ad alcuna chiesa ortodossa, oppure membri di chiese ortodosse minori
- 1,7 milioni — 1,2 % — fedeli di religioni tradizionali incentrate sul culto di dèi e antenati (soprattutto rodnoveria slava e tengrismo altaico-turco-mongolo)
- 700.000 — 0,4 % — buddhisti (soprattutto di scuola mongolo-tibetana)
- 400.000 — 0,2 % — ortodossia dei vecchi credenti
- 300.000 — 0,2 % — protestanti di varie chiese e denominazioni
- 140.000 — 0,1 % — religioni orientali (soprattutto induismo)
- 140.000 — 0,1 % — cattolici
- 140.000 — 0,1 % — ebrei religiosi

### Religioni per gruppo etnico
Dati tratti dall'atlante Arena (2012). Nota: <1 sta per tra 0.5% and 1%, mentre <0.5 sta per tra 0.1% e 0.5%
| Etnia        | Chiesa ortodossa russa | Solo ortodossi/altre ortodossie | Vecchi credenti ortodossi | Protestanti | Cattolici | Pentecostali | Solo cristiani | Non religiosi | Atei | Musulmani (senza specificazione) | Musulmani sunniti | Musulmani sciiti | Fedi native / tengristi | Buddhisti | Ebrei religiosi | Hindu |
| ------------ | ---------------------- | ------------------------------- | ------------------------- | ----------- | --------- | ------------ | -------------- | ------------- | ---- | -------------------------------- | ----------------- | ---------------- | ----------------------- | --------- | --------------- | ----- |
| Totale       | 41.1                   | 1.5                             | 0.3                       | 0.2         | 0.3       | 0.1          | 4.1            | 25.2          | 13.0 | 4.7                              | 1.7               | 0.2              | 1.2                     | 0.5       | 0.1             | 0.1   |
| Russi etnici | 46                     | 1.5                             | <1                        | <1          | 0.2       | 0            | 4.3            | 27            | 14   | 0                                | 0                 | 0                | <1                      | 0         | 0               | 0     |
| Tatari       | 5                      | <1                              | 0                         | 0           | 0         | 0            | 1              | 17            | 9    | 55                               | 3                 | 1.3              | 1.6                     | 0         | 0               | <1    |
| Ucraini      | 45                     | 2                               | <1                        | <1          | <1        | 0            | 7              | 26            | 12   | <1                               | 0                 | 0                | <1                      | 0         | 0               | 0     |
| Ciuvasci     | 58                     | 4                               | <1                        | 0           | 0         | 0            | 2              | 22            | 8    | 0                                | <1                | 0                | 2                       | 0         | 0               | 0     |
| Baschiri     | 1                      | 0                               | 0                         | <1          | <1        | 0            | 1              | 25            | 11   | 43                               | 6                 | <1               | 2                       | <1        | 0               | <1    |
| Armeni       | 35                     | 7                               | 0                         | 0           | 1.8       | 0            | 13             | 25            | 7    | 1                                | <1                | 0                | <1                      | 0         | 0               | 0     |
| Avari        | 2                      | 0                               | 0                         | 0           | 0         | 0            | 0              | 5             | 2    | 24                               | 66                | <1               | 1.2                     | 0         | 0               | 0     |
| Mordvini     | 60                     | 0                               | 0                         | 0           | 0         | 0            | 7              | 14            | 12   | 0                                | 0                 | 0                | <1                      | 0         | 0               | 0     |
| Tedeschi     | 18                     | 2                               | 0                         | 3.2         | 7.2       | 1.2          | 5              | 34            | 18   | 0                                | 0                 | 0                | 2                       | 0         | 0               | 0     |
| Ebrei etnici | 13                     | 0                               | 0                         | 0           | 0         | 0            | 4              | 25            | 27   | 0                                | 0                 | 0                | 3                       | 4         | 13              | 0     |
| Kazaki       | 3                      | 0                               | 0                         | 0           | 0         | 0            | 1              | 14            | 7    | 54                               | 7                 | 1.1              | 5.9                     | 0         | 0               | <1    |
| Bielorussi   | 46                     | 4.6                             | 1.4                       | <1          | 1.3       | 0            | 3              | 20            | 15   | 1                                | 0                 | 0                | 0                       | 0         | 0               | <1    |

## Religioni

### Ortodossia
Il cristianesimo ortodosso istituzionalizzato nella Chiesa ortodossa russa è la fede predominante tra coloro che professano una religione. 
In altre regioni più periferiche della Russia, la fede è mantenuta da locali congregazioni ortodosse che hanno una diretta connessione con la Chiesa centrale (un esempio è la Chiesa Ortodossa Ucraina sottoposta al patriarcato di Mosca).
Anche i russi che non professano alcun tipo di fede sono strettamente correlati alla Chiesa ortodossa russa per diverse ragioni che vanno al di fuori della stessa fede e si spiegano nel sociale e nel culturale. Alcuni russi, inoltre, fanno parte dei cosiddetti vecchi credenti: un gruppo scismatico della Chiesa ortodossa russa che ha rigettato le riforme liturgiche introdotte nel XVII secolo

### Cattolicesimo
Nel 2012 sono stati stimati circa 140.000 cattolici (circa lo 0,1% della popolazione) nella Federazione Russa.

### Islam
L'Islam rappresenta la seconda religione per diffusione in Russia, concentrata prevalentemente tra le minoranze turche presenti all'interno della federazione. Nel 2012 è stata calcolata la presenza di poco meno di 10 milioni di musulmani nel paese.

### Religioni tradizionali
La legge sulle religioni emanata nel 1997 riconosce e garantisce protezione a religioni tradizionali quali la rodnoveria slava e il tengrismo altaico-turco-mongolo. Queste religioni raccolgono circa 1,7 milioni di fedeli (1,2% della popolazione) nel 2012.

### Ateismo, agnosticismo e spiritualità
Nel periodo dell'Unione Sovietica vigeva l'ateismo di stato, e le organizzazioni religiose furono quasi completamente eliminate dal paese. Nel 2012 circa il 13% della popolazione si considera atea, mentre il 25% della popolazione ha credenze spirituali ma non aderisce ad alcuna religione particolare.

### Altre religioni
Altre religioni professate in Russia sono il protestantesimo, il buddhismo e l'induismo.